# Port lotniczy Makabana
Port lotniczy Makabana – port lotniczy położony w Makabana, w Republice Konga.